# كورت سوزوكي
كورت سوزوكي (بالإنجليزية: Kurt Suzuki)‏ هو لاعب كرة قاعدة أمريكي، ولد في 4 أكتوبر 1983 في وايلوكو ‏ في الولايات المتحدة.

## وصلات خارجية
- كورت سوزوكي على موقع دوري كرة القاعدة الرئيسي (الإنجليزية)
- كورت سوزوكي على موقعبيزبول رفرنس.كوم (الدوري الرئيسي) (الإنجليزية)
- كورت سوزوكي على موقعبيزبول رفرنس.كوم (الدوري الثانوي) (الإنجليزية)
- كورت سوزوكي على موقع إي إس بي إن.كوم (أم.أل.بي) (الإنجليزية)
- كورت سوزوكي على موقع مشجعي الرسوم البيانية (الإنجليزية)